# Mandy (1952)
Mandy ist ein britisches Spielfilmdrama aus dem Jahre 1952 von Alexander Mackendrick um ein kleines, taubes Mädchen.

## Handlung
Harry und Christine Garland lieben ihre gerade erst sechsjährige Tochter über alles. Doch sie hat ein Problem, das besonders den Eltern zu schaffen macht: Mandy ist taub. Am Anfang herrscht blanke Verzweiflung, dann unternehmen Harry und Christine alles, um der Ursache dafür auf den Grund zu gehen und ihren kleinen Sonnenschein so gut zu fördern wie irgend möglich. Christine sucht für sie eine spezielle Schule aus, die sich auf derlei Fälle spezialisiert hat. Unausgesprochenes Ziel ist, Mandy zum Sprechen zu bringen. Doch im Kampf um Mandys Fortschritte kommt es zu allerlei Auseinandersetzungen, die irgendwann einmal auch die Ehe der Eltern zu gefährden drohen, denn Vater Harry ist dagegen, Mandy wegzugeben.
Zu allem Überfluss scheint sich an dieser Ehekrise auch noch eine Liebesaffäre zwischen Christine und Dick Searle, dem verständigen und klugen Leiter der auf taube Kinder spezialisierten Sonderschule, anzubahnen. Eines Tages macht sich bei Mandy ein erster Erfolg bemerkbar: Sie, die bislang nur Laute von sich geben konnte, spricht erstmals ihren Namen aus. Diesen Erfolg erreichte man in der Schule mit Hilfe eines Ballons, denn Mandy konnte die Vibrationen der Töne und damit auch die Existenz ihrer eigenen Stimme auf dem Ballon spüren und somit begreifen, wie man Töne erzeugt. Fortan gibt es Hoffnung für das kleine Mädchen, eines Tages vollständig sprechen zu können.

## Produktionsnotizen
Mandy entstand im Frühjahr 1952 und wurde am 29. Juli 1952 uraufgeführt. Die deutsche Erstaufführung erfolgte am 25. September 1953. Von der Evangelischen Filmgilde wurde der Film als Film des Monats Dezember 1953 gewürdigt. Am 28. November 1964 wurde das Melodram erstmals im deutschen Fernsehen, dem ZDF, gezeigt.
Die zur Drehzeit gerade erst siebenjährige Mandy Miller wurde durch diesen Film schlagartig bekannt, konnte aber mit keinem der Anschlussrollen auch nur annähernd diesen Erfolg wiederholen. Noch nicht einmal volljährig und nach einer Reihe wenig spektakulärerer Fernsehauftritte zog sich Miller 1963 aus dem Schauspielgeschäft zurück und ließ sich in den USA nieder.
Die Filmbauten wurden von Jim Morahan, die Kostüme von Anthony Mendleson entworfen. Paul Beeson stand beim zweiten Regieteam hinter der Kamera.

## Kritiken
„Dank der wunderbaren Performance, die Regisseur Alexander Mackendrick von Mandy Miller bekommt, einem erstaunlich sprachgewandten Kind, machte die belohnende Entwicklung dieses jungen Menschen die Krux und die Spannung dieses Films aus. (…) Herr Mackendrick ging den schmerzlichen Aspekten angeborener Taubheit bei einem Kind von dem Punkt an auf den Grund, an dem die Eltern bemerken, dass ihr Kind nicht in der Lage ist, zu hören bis zu dem Moment, in dem die Sechsjährige erstmals ihren Namen ausspricht. Er beleuchtete dieses Faktum mit scharfer Beleuchtung der typischen und kritischen Schritte eines Mädchens, als sie ihre ersten schwierigen Kontakte zu anderen Kindern knüpft und auf die geduldige und dramatische Hilfe ausgebildeter Speziallehrer reagiert. Der Höhepunkt in der Fortentwicklung der Kleinen und ihrer Entdeckung der Technik, Töne zu erzeugen, wird mit einer schönen und zarten, enthüllenden Folge von dramatischen Szenen erreicht. Obwohl natürlicherweise von der kleinen Miss Miller, der alle Herzen zufliegen, in den Schatten gestellt, verdienen die Erwachsenendarsteller in diesem Film ebenfalls vollständige Anerkennung.“

„Aufrichtiges Drama.“

„Sorgfältig geschriebener und sehr sympathischer, halbdokumentarischer Film, in dem sich alle erwachsenen Darsteller schauspielerisch zugunsten des neuen Kinderstars zurückhalten, der sich bedauerlicherweise nicht lange an der Spitze behaupten konnte.“

„Behutsamer, semidokumentarischer Film, etwas geschwächt durch den wenig eingängigen Ehekonflikt und sentimentale Sequenzen.“